# Marietta Brambilla

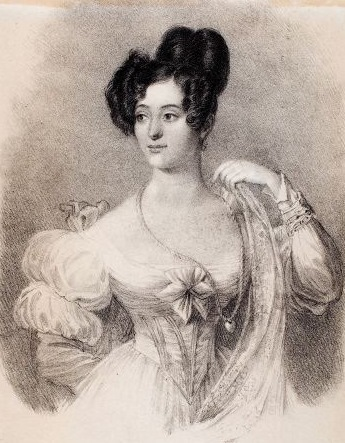
Marietta Brambilla 1828

Marietta Brambilla (eigentlich: Maria Teresa Rebecca Brambilla; * 19. Juni 1807 in Cassano d’Adda; † 6. November 1875 in Mailand) war eine berühmte italienische Opernsängerin (Alt bzw. Koloraturalt) und Gesangspädagogin. Sie war eine bedeutende Rossini-Interpretin, und Gaetano Donizetti komponierte einige Partien für sie.

## Leben
Laut Taufeintrag, der von Angelo Cernuschi zu Beginn des 21. Jahrhunderts aufgefunden wurde, ist Marietta Brambilla am 19. Juni 1807 geboren; in älteren Quellen und Lexika werden falsche Daten genannt, wie z. B. der 6. Juni 1807. Marietta gehörte zu einer bekannten Musikerfamilie: Der Komponist Paolo Brambilla (1786–1838) war ihr Onkel und sie hatte vier jüngere Schwestern, die ebenfalls als Opernsängerin arbeiteten. Davon waren die beiden bedeutendsten Teresa Brambilla (1813–1895) und Giuseppina (1819–1903), während Annetta (* 1812) und Laura (1823–1881) vor allem kleinere Nebenrollen sangen.
Marietta Brambilla studierte von 1821 bis 1826 bei Antonio Secchi am Mailänder Konservatorium. Ihre tiefe und koloraturfähige Altstimme machte sie besonders geeignet für sogenannte musico-Partien, also für Hosenrollen, die in der Nachfolge der Kastraten für Frauenstimmen komponiert wurden und zu ihrer Zeit ziemlich beliebt waren. Sie sang auch „echte“ Frauenrollen, die aber, abgesehen von einigen Rossini-Heroinen, meistens seconda-Partien waren, weil die Primadonnen-Rollen in den 1830er und 1840er Jahren nur noch mit Sopranen besetzt wurden.
Im Mai 1827 hatte sie ihr Debüt am His Majesty’s Theatre in London als Arsace in Rossinis Semiramide, an der Seite der berühmten Giuditta Pasta; dabei wurde einhellig die Schönheit von Brambillas Stimme, ihr Stil und ihre virtuose Technik gerühmt. In London sang sie in der Folge auch in weiteren Werken Rossinis (Ricciardo e Zoraide und Zelmira), sowie als Arnoldo in Meyerbeers Il crociato in Egitto und in Zingarellis Giulietta e Romeo. Sie ging außerdem zusammen mit der Pasta auf Konzertreise durch Britannien. 
1828 kehrte sie zurück nach Italien und hatte zuerst ein Engagement in Novara. Im Frühjahr 1829 sang sie wieder neben Giuditta Pasta in Rossinis Semiramide am Teatro Carcano in Mailand. Im Karneval 1829–1830 war sie am Teatro La Fenice in Venedig, wo sie unter anderem in der Uraufführung von Carlo Coccias Oper Rosmonda mitwirkte.
Nachdem sie in Verona im Februar 1830 zusammen mit der Pasta in der Uraufführung von Nicolinis Malek-Adel gesungen hatte, ging sie für zwei Jahre ans Teatro Liceo in Barcelona – ein Engagement, das sie angeblich beendete, weil ihr das dortige Klima nicht bekam.
Zurück in Italien, machte sie am 26. Dezember 1833 ihr gefeiertes Debüt an der Mailänder Scala und sang dabei eine der Rollen, für die sie noch heute bekannt ist: den fröhlichen Maffio Orsini in der Uraufführung von Donizettis Lucrezia Borgia, neben Henriette Méric-Lalande. 1833/34 sang sie ebenfalls an der Scala die Rolle des Pippo in Rossinis La gazza ladra. Die Scala wurde in der Folge zu einem von Brambillas Hauptwirkungsorten.
Doch zunächst holte Rossini persönlich sie nach Paris ans Théâtre-Italien, wo sie zum ersten Mal mit glänzendem Erfolg am 11. Dezember 1834 als Arsace in Semiramide auftrat, neben Giulia Grisi und Rubini, an deren Seite sie auch die Zomira in Ricciardo e Zoraide und den Pagen Smeton in Donizettis Anna Bolena verkörperte. In denselben Partien und mit denselben Partnern trat sie 1835 auch in London auf, wo sie außerdem die Titelrolle in Rossinis Cenerentola sang.

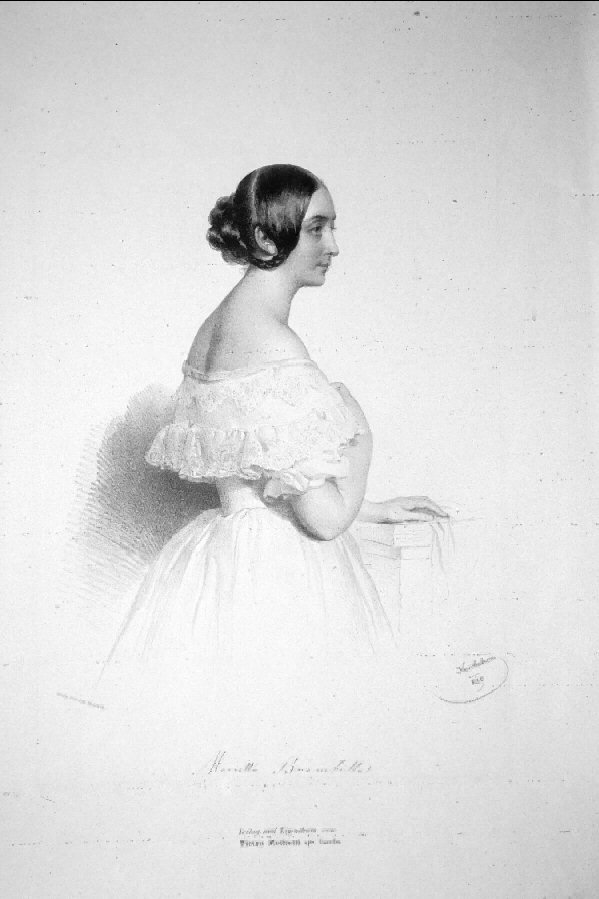
Marietta Brambilla im Jahr 1839, Lithografie von Joseph Kriehuber

Von Sommer 1836 bis zur Karnevalssaison 1842 war die Brambilla dann regelmäßig an der Mailänder Scala, und im selben Zeitraum ab Frühling 1837 immer abwechselnd auch am Kärntnertortheater in Wien, wo sie als Isabella in Rossinis L’italiana in Algeri debütierte.
In Mailand trat sie in zahlreichen Uraufführungen auf, unter anderem als Bianca in Mercadantes Il giuramento (UA: 11. März 1837) und in Opern von Federico und Luigi Ricci (siehe unten die Rollenliste).
Während einer Feier zu Ehren der frühverstorbenen Maria Malibran im Juni 1837 in der Scala gehörte Marietta zusammen mit ihrer Schwester Teresa Brambilla zu den Solisten in der Kantate „In morte di Maria Malibran“, mit Musik von Donizetti, Pacini, Mercadante, Vaccai und Coppola.
Daneben hatte sie meistens im Sommer und Herbst auch Engagements in verschiedenen oberitalienischen Städten wie Triest, Bergamo, Brescia, Venedig, Vicenza, Florenz und im Sommer 1841 in Padua.
Bedeutende Rollen in Marietta Brambillas Repertoire waren neben den bereits genannten Partien auch die Titelrolle in Rossinis Tancredi und Rosina in Il barbiere di Siviglia, die Isaura in Meyerbeers Margherita d’Anjou, Romeo in Bellinis I Capuleti e i Montecchi, Irene in Donizettis Belisario, Giunia in Mercadantes La vestale und Climene in Pacinis Saffo.
Donizetti komponierte für Marietta Brambilla auch die Partie des Pierotto in seiner Oper Linda di Chamounix, die sie mit großem Erfolg in der Uraufführung am 19. Mai 1842 in Wien sang, neben Eugenia Tadolini.
Mit der Rolle des Pierotto kehrte sie auch im November 1842 ans Théâtre-Italien in Paris zurück; dafür schrieb Donizetti eine zusätzliche Canzone savoiarda „Cari luoghi ov’io passai“ für sie. Die Brambilla gehörte in Paris zu einem legendären Ensemble mit Giulia Grisi, Fanny Persiani, Mario, Antonio Tamburini und Luigi Lablache und blieb bis 1848 in der französischen Hauptstadt.

Einen besonderen Erfolg konnte sie am 14. November 1843 als Armando di Gondì in der Pariser Premiere von Donizettis Maria di Rohan feiern. Diese Partie hatte der Komponist ursprünglich für einen zweiten Tenor geschrieben, aber dann extra für die Brambilla in eine Hosenrolle umgewandelt und vergrößert. Am Théâtre-Italien trat Marietta 1844 auch zusammen mit ihrer Schwester Teresa in Domenico Cimarosas Il matrimonio segreto auf.

Im Frühjahr 1843 und 1845 machte sie von Paris aus Tourneen nach London und 1844 durch die französische Provinz, unter anderem nach Orléans und Tours.
Im Jahr der Revolution von 1848 kehrte Marietta Brambilla nach Italien zurück.
Nach dem Ende ihrer Bühnenlaufbahn wurde sie in Mailand eine gefragte Gesangslehrerin, womit sie bereits in Paris erste Erfahrungen gesammelt hatte. Sie komponierte auch einige Gesangsübungen und Vokalisen für Sopran (Esercizi e vocalizzi composti per voce di soprano con accompagnamento di pianoforte…), die von Ricordi 1847 veröffentlicht wurden, ebenso wie einige Arietten und ein Duett (Raccolta di cinque ariette ed un duettino …), und eine Sammlung namens Souvenir des Alpes.
Laut Cernuschi heiratete sie am 25. Juli 1857 Francesco Furga-Torini, der aber bereits wenige Jahre später verstarb.
Marietta Brambilla selber starb am 6. November 1875 in Mailand an Krebs.

## Stimme und Kunst
Marietta Brambillas Biograf, der Stimmkenner und Gesangspädagoge Enrico Panofka, stufte ihre Stimme als einen „echten tiefen Alt“ ein und hinterließ eine ausführliche Beschreibung:

„Die Stimme der Marietta Brambilla war eine der schönsten Altstimmen, ja sogar die schönste nach derjenigen der Pisaroni. Ihr Umfang erstreckte sich über zwei Oktaven: Die Noten des ersten Registers, vom tiefen g bis a’, bezauberten durch die Vielfalt des samtigen, und manchmal ein bisschen verschleierten, Timbres … Sie rührte und bewegte bis zu Tränen mit dem Akzent, den sie den musikalischen Phrasen zu geben verstand, welche der ersten Hälfte ihrer Stimme anvertraut waren; und die zweite Hälfte, von a’ bis g’’ (…), war von einer perfekten Gleichmäßigkeit, vibrierend, satt, und drückte bestens die Gefühle aus, ebenso starkes Leid, wie mutige Ergebenheit und überschwengliche Zärtlichkeit. Die pathetischen Aufschwünge („slanci“) gaben ihren hohen Noten eine besondere Farbe: Das war nicht der Schrei der Verzweiflung, nicht der gequälte Akzent der Angst, nicht die Raserei der beleidigten Frau; Nein, es war der höchste Grad an Kraft von edlen, großen, aber weiblichen Gefühlen, ....

Das war wahrer Elan ! Diese Stimme, so perfekt, von der ersten bis zur letzten Note, aufgebaut, war überaus geschmeidig in der Vokalisation; das beweisen ihre Erfolge in Cenerentola, in l’Italiana (in Algeri; Anm. d. V.) und Semiramide.

Die Brambilla … wusste zu phrasieren und zu deklamieren, sie wusste ihren Atem so einzuteilen, dass es nie das Ohr des Hörers störte (…). Sie konnte durch diese Beherrschung des Atems die Melodie ausbreiten; sie vokalisierte im Legato und nicht im Staccato, ohne Beihilfe des Kinns: Sie behielt immer eine edle und würdige Haltung, und gab ihrem so süßen und sympathischen Gesicht jenen lächelnden Ausdruck, der das Publikum für die Künstlerin einnimmt, ohne ihm je die geringste Beunruhigung über den Erfolg der Darbietung einzuflößen.“

## Rollen für Marietta Brambilla
Die folgenden Partien wurden ausdrücklich für die Stimme von Marietta Brambilla komponiert. Andere bedeutende Rollen aus ihrem Repertoire sind im Artikel genannt, eine (unvollständige) Liste findet man auch bei Henrike Rost.
- Paolo in Francesca da Rimini von Pietro Generali, UA: 26. Dezember 1828, Teatro La Fenice, Venedig; neben Giuditta Grisi[17]
- Arturo in Rosmonda von Carlo Coccia, UA: 27. Februar 1829, Teatro La Fenice, Venedig
- Giosselino in Malek-Adel von Giuseppe Nicolini; UA: 8. Februar 1830, Teatro Filarmonico, Verona; neben Giuditta Pasta[18]
- Maffio Orsini in Lucrezia Borgia von Gaetano Donizetti; UA: 26. Dezember 1833, Teatro alla Scala, Mailand;[7] neben Henriette Méric-Lalande
- Contino di Pontigny in Un’avventura di Scaramuccia von Luigi Ricci; UA: 8. März 1834, Teatro alla Scala, Mailand[19]
- Bianca in Il giuramento von Saverio Mercadante; UA: 11. März 1837, Teatro alla Scala, Mailand[1]
- Alfredo Visconti in Ida della Torre von Alessandro Nini, UA: 11. November 1837, Teatro San Benedetto, Venedig[20]
- Zeira in Rossane von Franz Schoberlechner, UA: 9. Februar 1839, Teatro alla Scala, Mailand[21]
- Cherubino in Le nozze di Figaro von Luigi Ricci; UA: 13. Februar 1838, Teatro alla Scala, Mailand[22]
- Armando di Gondi in Un duello sotto Richelieu von Federico Ricci; UA: 17. August 1839, Teatro alla Scala, Mailand; neben Adelina Spech-Salvi, Ignazio Marini und Lorenzo Salvi[23]
- Guiscardo Bonello in Corrado d’Altamura von Federico Ricci; UA: 16. November 1841, Teatro alla Scala, Mailand; neben Luigia Abbadia und Felice Varesi[24]
- Giovanna I in Odalisa von Alessandro Nini; UA: 19. Februar 1842, Teatro alla Scala, Mailand; neben Luigia Abbadia und Felice Varesi[25]
- Pierotto in Linda di Chamounix von Gaetano Donizetti; UA: 19. Mai 1842, Kärntnertortheater, Wien; neben Eugenia Tadolini, Napoleone Moriani und Felice Varesi[7]